# Phostria glyphodoides
Phostria glyphodoides là một loài bướm đêm trong họ Crambidae.